# Abborragyl (Öljehults socken, Blekinge)
Abborragyl är en sjö i Ronneby kommun i Blekinge och ingår i Bräkneåns huvudavrinningsområde.